# Ronde van Spanje 1977
De 32e editie van de Ronde van Spanje ging op zaterdag 26 april 1977 van start in Orihuela, in het oosten van Spanje. Na 2785 kilometer en 19 etappes werd op 15 mei in Miranda de Ebro gefinisht. De ronde werd gewonnen door de Belg Freddy Maertens, die 13 van de 19 etappes won.

## Deelnemende ploegen
| Nummers | Ploeg             |
| ------- | ----------------- |
| 1-10    | KAS-Campagnolo    |
| 11-20   | Frisol-Gazelle    |
| 21-30   | Novostil-Gios     |
| 31-40   | Ebo-Superia       |
| 41-50   | Teka              |
| 51-60   | Flandria-Velda    |
| 61-70   | Magniflex-Torpado |

## Eindklassement
Freddy Maertens werd winnaar van het eindklassement van de Ronde van Spanje van 1977 met een voorsprong van 2 minuten en 51 seconden op Miguel María Lasa. Maertens domineerde de Ronde en won ook het puntenklassement. In de top tien eindigden zes Spanjaarden. 
| rang | renner                | land      | ploeg             | tijd       |
| ---- | --------------------- | --------- | ----------------- | ---------- |
| 1    | Freddy Maertens       | België    | Flandria-Velda    | 78u 54'36" |
| 2    | Miguel Maria Lasa     | Spanje    | Teka              | + 2'51"    |
| 3    | Klaus-Peter Thaler    | Duitsland | Teka              | + 3'23"    |
| 4    | Domingo Perurena      | Spanje    | Kas-Campagnolo    | + 4'45"    |
| 5    | José Luis Viejo       | Spanje    | Kas-Campagnolo    | + 5'14"    |
| 6    | Michel Pollentier     | België    | Flandria-Velda    | + 5'35"    |
| 7    | Gary Clively          | Australië | Magniflex-Torpado | + 7'06"    |
| 8    | José Pesarrodona      | Spanje    | Kas-Campagnolo    | + 9'32"    |
| 9    | Pedro Torres          | Spanje    | Teka              | + 10'29"   |
| 10   | José-Antonio Gonzalez | Spanje    | Kas-Campagnolo    | + 11'18"   |

## Etappe-overzicht
| Etappe  | Datum    | Start – finish                  | Afstand (km) | Winnaar               | Ploeg             | Klassementsleider |
| ------- | -------- | ------------------------------- | ------------ | --------------------- | ----------------- | ----------------- |
| Proloog | 26 april | Dehesa de Campoamor             | 8 (ITT)      | Freddy Maertens       | Flandria-Velda    | Freddy Maertens   |
| 1       | 27 april | Dehesa de Campoamor - La Manga  | 115          | Freddy Maertens       | Flandria-Velda    | Freddy Maertens   |
| 2       | 28 april | La Manga - Murcia               | 161          | Freddy Maertens       | Flandria-Velda    | Freddy Maertens   |
| 3       | 29 april | Murcia - Benidorm               | 200          | Fedor den Hertog      | Frisol-Gazelle    | Freddy Maertens   |
| 4       | 30 april | Benidorm                        | 8,3 (ITT)    | Michel Pollentier     | Flandria-Velda    | Freddy Maertens   |
| 5       | 1 mei    | Benidorm - El Saler             | 159          | Freddy Maertens       | Flandria-Velda    | Freddy Maertens   |
| 6       | 2 mei    | Valencia - Teruel               | 170          | Freddy Maertens       | Flandria-Velda    | Freddy Maertens   |
| 7       | 3 mei    | Teruel - Alcalá de Chivert      | 204          | Freddy Maertens       | Flandria-Velda    | Freddy Maertens   |
| 8       | 4 mei    | Alcalá de Chivert - Tortosa     | 141          | Freddy Maertens       | Flandria-Velda    | Freddy Maertens   |
| 9       | 5 mei    | Tortosa - Salou                 | 144          | Freddy Maertens       | Flandria-Velda    | Freddy Maertens   |
| 10      | 6 mei    | Salou - Barcelona               | 144          | Cees Priem            | Frisol-Gazelle    | Freddy Maertens   |
| 11a     | 7 mei    | Barcelona                       | 3,8 (ITT)    | Freddy Maertens       | Flandria-Velda    | Freddy Maertens   |
| 11b     | 7 mei    | Barcelona - Barcelona           | 45           | Freddy Maertens       | Flandria-Velda    | Freddy Maertens   |
| 12      | 8 mei    | Barcelona - La Tossa de Montbui | 198          | Giuseppe Perletto     | Magniflex-Torpado | Freddy Maertens   |
| 13      | 9 mei    | Igualada - Seo de Urgel         | 135          | Freddy Maertens       | Flandria-Velda    | Freddy Maertens   |
| 14      | 10 mei   | Seo de Urgel - Monzón           | 200          | Carlos Melero         | Teka              | Freddy Maertens   |
| 15      | 11 mei   | Monzón - Formigal               | 166          | Pedro Torres          | Teka              | Freddy Maertens   |
| 16      | 12 mei   | Formigal - Cordovilla           | 170          | Freddy Maertens       | Flandria-Velda    | Freddy Maertens   |
| 17      | 13 mei   | Cordovilla - Bilbao             | 183          | Luis Alberto Ordiales | Novostil-Gios     | Freddy Maertens   |
| 18      | 14 mei   | Bilbao - Urkiola                | 126          | José Nazabal          | KAS-Campagnolo    | Freddy Maertens   |
| 19      | 15 mei   | Durango - Miranda de Ebro       | 104          | Freddy Maertens       | Flandria-Velda    | Freddy Maertens   |